# Pycnopygius stictocephalus
Pycnopygius stictocephalus е вид птица от семейство Meliphagidae.

## Разпространение
Видът е разпространен в Индонезия и Папуа Нова Гвинея.